# Alton (Kansas)
Alton é uma cidade localizada no estado americano de Kansas, no Condado de Osborne.

## Demografia
Segundo o censo americano de 2000, a sua população era de 117 habitantes. 
Em 2006, foi estimada uma população de 107, um decréscimo de 10 (-8.5%).

## Geografia
De acordo com o United States Census Bureau tem uma área de 
0,8 km², dos quais 0,8 km² cobertos por terra e 0,0 km² cobertos por água. Alton localiza-se a aproximadamente 503 m acima do nível do mar.

## Localidades na vizinhança
O diagrama seguinte representa as localidades num raio de 24 km ao redor de Alton. 